# Craterocephalus stercusmuscarum
Craterocephalus stercusmuscarum és una espècie de peix pertanyent a la família dels aterínids. És inofensiu per als humans.

## Subespècies
- Craterocephalus stercusmuscarum fulvus (Ivantsoff, Crowley & Allen, 1987).[2] És un peix d'aigua dolça, bentopelàgic i de clima subtropical.[3] Es troba a Austràlia: les conques dels riu Murray i Darling i els rius sud-orientals cap al nord fins al riu Mary (Queensland).[3][4][5]
- Craterocephalus stercusmuscarum stercusmuscarum (Günther, 1867).[6] Pot arribar a fer 7 cm de llargària màxima (normalment, en fa 5,5).[7][8] A Austràlia és depredat per Lates calcarifer.[9][10] És un peix d'aigua dolça, bentopelàgic, potamòdrom[11] i de clima tropical (24 °C-30 °C), el qual viu en rius, rierols, llacs, llacunes, embassaments i fonts termals.[12] Es troba al sud de Nova Guinea i el nord i l'est d'Austràlia.[13][14][15]